# Uzoma Emenike
Uzoma Ikechi Emenike (nascida no estado de Abia, Nigéria) é uma política, escritora e diplomata nigeriana. Ela actua como a actual Embaixadora da Nigéria nos Estados Unidos da América desde a nomeação e designação oficial em 2021. Ela é a primeira embaixadora da Nigéria nos Estados Unidos desde que uma relação diplomática foi estabelecida entre os dois países.

## Educação
Emenike frequentou a Universidade de Maiduguri, onde estudou sociologia e antropologia e mais tarde formou-se em sociologia e antropologia. Posteriormente, ela também frequentou a Universidade de Reading, onde se formou em Direito no Reino Unido. Após o bacharelato, ela continuou a sua educação e passou por direito internacional e diplomacia na Universidade de Lagos, onde se formou com um mestrado na mesma área. Ela também obteve um mestrado em Gestão Internacional pela Universidade de Reading.
Emenike também tem um doutoramento pela Universidade de Reading.

## Carreira
Uzoma Emenike começou a sua carreira na área de relações externas em 1992, trabalhando no Ministério de Relações Externas da Nigéria. Ela trabalhou no Departamento de Protocolo e África no Ministério das Relações Externas. Em 1992, ela foi transferida para a Embaixada da Nigéria em Abidjan, Costa do Marfim, onde serviu por seis anos. Em 1998, após o seu retorno da Costa do Marfim, ela foi designada para diferentes departamentos do Ministério das Relações Externas, onde representou a Nigéria em missões bilaterais e multilaterais no exterior.
Em 2002, Emenike deixou o serviço de Relações Externas pelo sector privado e começou a trabalhar como consultora de gestão. Em 2016, o presidente Buhari submeteu o nome dela ao senado para confirmação e selecção como embaixadora não profissional. Em 30 de agosto de 2017, ela chegou à Irlanda para assumir as funções de Embaixadora da Nigéria na Irlanda após a sua confirmação do Senado da Nigéria. Ela foi a Embaixadora da Nigéria na Irlanda até à sua nomeação como Embaixadora da Nigéria nos Estados Unidos em 2021.